# Biblioteca Nacional da Polónia
A Biblioteca Nacional da Polónia (em polaco: Biblioteka Narodowa, IPA: [ˌbʲiblʲjɔˈtɛka narɔˈdɔva]) é a biblioteca principal da Polónia, localizada em Varsóvia na av. Niepodległości 213. 
A Biblioteca Nacional da Polónia não só reúne todos os livros e jornais publicados na Polónia mas também documentos classificados como polonica (livros publicados no estrangeiro por autores polacos, escritos em língua polaca ou cujo tema principal seja a Polónia ou os seus habitantes). Além de desempenhar a função de instituição depositária do património bibliográfico da Polónia e da principal biblioteca científica na área das ciências humanas do país, tem o papel de centro nacional de informação bibliográfica, desenvolvendo também atividades científicas e editoriais.

## História
A primeira biblioteca polaca autorizada a reunir o depósito legal de cada livro publicado em território polaco foi a Biblioteca Załuski. Fundada em 1732 como biblioteca privada dos irmãos Załuski, começou, depois da morte dos seus fundadores, a desempenhar o papel de biblioteca nacional polaca. Depois do fim da Insurreição de Kościuszko em 1794, o acervo da biblioteca tornou-se num troféu de guerra e foi transferido para a Rússia, onde passou a fazer parte da Biblioteca Pública Imperial em São Petersburgo. 
Entre 1921-1934, o acervo foi parcialmente devolvido e passou a fazer parte da Biblioteca Nacional da Polónia, fundada em 1928. Dos 200 mil volumes que a biblioteca inicialmente possuía o seu acervo cresceu, nas vésperas da Segunda Guerra Mundial, até 6,5 milhões de livros e jornais dos séculos XIX e XX, 3 mil impressos antigos, mais do que 2 mil incunábulos e 52 mil manuscritos.
Estima-se que, como consequência da Segunda Guerra Mundial, a Biblioteca Nacional da Polónia perdeu 40% a 78% do seu acervo, incluindo a maioria do que restou da coleção da Biblioteca Załuski. 
A biblioteca reiniciou a sua atividade em 1945. Recuperou as colecções previamente transferidas para a Alemanha e Áustria. Em 1959 obteve um número de documentos de grande importância para a cultura polaca, entre os quais os manuscritos de Fryderyk Chopin e o Psalterium florianense.  Entre as suas mais valiosas possessões encontra-se, inscrito pela UNESCO no Registo da Memória do Mundo, o Codex Suprasliensis.

## Acervo
O seu acervo possui cerca de 8,5 milhões de documentos, entre os quais encontram-se mais do que 160 mil volumes dos impressos publicados antes de 1801, assim como 26 mil manuscritos, 120 mil impressos musicais (incluindo 7 mil manuscritos musicais) e 485 mil gravuras. O seu acervo cresce através do depósito legal, doações e aquisições.